# Wybrzeże Kości Słoniowej na Letnich Igrzyskach Olimpijskich 1984
Wybrzeże Kości Słoniowej na Letnich Igrzyskach Olimpijskich 1984 reprezentowało 15 zawodników. Był to 5. start reprezentacji Wybrzeża Kości Słoniowej na letnich igrzyskach olimpijskich.

## Zdobyte medale
| Medal  | Zawodnik       | Dyscyplina    | Konkurencja |
| ------ | -------------- | ------------- | ----------- |
| Srebro | Gabriel Tiacoh | Lekkoatletyka | 400 metrów  |

## Skład kadry

### Boks

#### Mężczyźni
| Zawodnik       | Konkurencja       | 1/32 finału      | 1/16 finału                         | 1/8 finału                          | Ćwierćfinały                        | Półfinały        | Finał            | Pozycja | Źródło |
| Zawodnik       | Konkurencja       | Przeciwnik Wynik | Przeciwnik Wynik                    | Przeciwnik Wynik                    | Przeciwnik Wynik                    | Przeciwnik Wynik | Przeciwnik Wynik | Pozycja | Źródło |
| -------------- | ----------------- | ---------------- | ----------------------------------- | ----------------------------------- | ----------------------------------- | ---------------- | ---------------- | ------- | ------ |
| Bararq Bahtobe | Waga kogucia      | BYE              | Cemal Öner Porażka – decyzja (1-4)  | NQ                                  | NQ                                  | NQ               | NQ               | 17-32.  | [ 1 ]  |
| Bakary Fofana  | Waga lekka        | BYE              | Fahri Sümer Porażka – decyzja (0-5) | NQ                                  | NQ                                  | NQ               | NQ               | 17-32.  | [ 2 ]  |
| Gnohere Sery   | Waga lekkośrednia | BYE              | S. Aumua Wygrana – KO w 2. rundzie  | R. Labrosse Wygrana – decyzja (4-1) | M. Zielonka Porażka – decyzja (0-5) | NQ               | NQ               | 5-8.    | [ 3 ]  |

### Judo

#### Mężczyźni
| Zawodnik              | Konkurencja     | 1/32 finału                       | 1/16 finału                         | 1/8 finału       | Ćwierćfinały     | Półfinały        | Repasaże                         | Repasaże         | Repasaże         | Repasaże         | Finał            | Pozycja | Źródło |
| Zawodnik              | Konkurencja     | 1/32 finału                       | 1/16 finału                         | 1/8 finału       | Ćwierćfinały     | Półfinały        | 1                                | 2                | 3                | O brąz           | Finał            | Pozycja | Źródło |
| Zawodnik              | Konkurencja     | Przeciwnik Wynik                  | Przeciwnik Wynik                    | Przeciwnik Wynik | Przeciwnik Wynik | Przeciwnik Wynik | Przeciwnik Wynik                 | Przeciwnik Wynik | Przeciwnik Wynik | Przeciwnik Wynik | Przeciwnik Wynik | Pozycja | Źródło |
| --------------------- | --------------- | --------------------------------- | ----------------------------------- | ---------------- | ---------------- | ---------------- | -------------------------------- | ---------------- | ---------------- | ---------------- | ---------------- | ------- | ------ |
| Jean Claude N'Guessan | Waga lekka      | —                                 | Y. Al-Hammad Porażka – ippon (2:58) | NQ               | NQ               | NQ               | NQ                               | NQ               | —                | NQ               | NQ               | 19-31.  | [ 4 ]  |
| Gaston Oula           | Waga półśrednia | F. Wieneke Porażka – ippon (1:20) | NQ                                  | NQ               | NQ               | NQ               | H. Takano Porażka – ippon (2:00) | NQ               | NQ               | NQ               | NQ               | 11.     | [ 5 ]  |

### Kajakarstwo

#### Mężczyźni
| Zawodnik                    | Konkurencja | Eliminacje | Eliminacje | Repasaże | Repasaże | Półfinał | Półfinał | Finał | Finał   | Źródło |
| Zawodnik                    | Konkurencja | Czas       | Pozycja    | Czas     | Pozycja  | Czas     | Pozycja  | Czas  | Pozycja | Źródło |
| --------------------------- | ----------- | ---------- | ---------- | -------- | -------- | -------- | -------- | ----- | ------- | ------ |
| N'Gama                      | K-1 500 m   | 2:01.16    | 5.         | 1:57.03  | 5.       | NQ       | NQ       | NQ    | NQ      | [ 6 ]  |
| Adogon                      | K-1 1000 m  | 4:22.30    | 6.         | 4:20.11  | 5.       | NQ       | NQ       | NQ    | NQ      | [ 7 ]  |
| Melagne Lath Kouame N'Douba | K-2 500 m   | 1:49.82    | 7.         | 1:47.48  | 6.       | NQ       | NQ       | NQ    | NQ      | [ 8 ]  |

### Lekkoatletyka

#### Konkurencje biegowe

##### Kobiety
| Zawodnik         | Konkurencja | Eliminacje | Eliminacje | Półfinał | Półfinał | Finał | Finał   | Źródło |
| Zawodnik         | Konkurencja | Czas       | Pozycja    | Czas     | Pozycja  | Czas  | Pozycja | Źródło |
| ---------------- | ----------- | ---------- | ---------- | -------- | -------- | ----- | ------- | ------ |
| Céléstine N'Drin | 800 m       | 2:06.06    | 5.         | NQ       | NQ       | NQ    | NQ      | [ 9 ]  |

##### Mężczyźni
| Zawodnik                                                            | Konkurencja | Eliminacje | Eliminacje | Ćwierćfinały | Ćwierćfinały | Półfinał | Półfinał | Finał | Finał   | Źródło |
| Zawodnik                                                            | Konkurencja | Czas       | Pozycja    | Czas         | Pozycja      | Czas     | Pozycja  | Czas  | Pozycja | Źródło |
| ------------------------------------------------------------------- | ----------- | ---------- | ---------- | ------------ | ------------ | -------- | -------- | ----- | ------- | ------ |
| Kouadio Otokpa                                                      | 100 m       | 10.74      | 4. (q)     | 10.80        | 8.           | NQ       | NQ       | NQ    | NQ      | [ 10 ] |
| Georges Kablan Degnan                                               | 200 m       | 21.39      | 4.         | NQ           | NQ           | NQ       | NQ       | NQ    | NQ      | [ 11 ] |
| Gabriel Tiacoh                                                      | 400 m       | 45.96      | 1. (Q)     | 45.15        | 1. (Q)       | 44.64    | 1. (Q)   | 44.54 | srebro  | [ 12 ] |
| René Djédjémél                                                      | 400 m ppł   | 50.27      | 3.         | —            | —            | NQ       | NQ       | NQ    | NQ      | [ 13 ] |
| Georges Kablan Degnan Avognan Nogboun René Djédjémél Gabriel Tiacoh | 4 × 400 m   | 3:03.50    | 3. (Q)     | —            | —            | 3:04.87  | 6.       | NQ    | NQ      | [ 14 ] |